# Cohete (canción)
«Cohete» es una canción de la cantante colombiana Shakira y el cantante puertorriqueño Rauw Alejandro. La canción fue lanzada el 22 de marzo de 2024 a través de Sony Music Latin, como parte del duodécimo álbum del primero, Las mujeres ya no lloran (2024). Es la segunda colaboración entre ambos cantantes después de «Te felicito» (2022), lanzada como sencillo que también forma parte de dicho álbum.

## Antecedentes y lanzamiento
En 2022, Shakira y Rauw Alejandro habían colaborado previamente en «Te felicito» que también es sencillo líder perteneciente al álbum del primero.
El 22 de febrero de 2024, en la ceremonia número 36 de los Premios Lo Nuestro, Rauw Alejandro adelantó que lanzaría una nueva canción con Shakira «muy pronto». Cinco días después, el 27 de febrero, Shakira reveló que su nueva colaboración Rauw Alejandro está titulada «Cohete», que formaba de su nuevo álbum. Dos días más tarde, cuando el 29 de febrero, la cantante reveló la lista de canciones, se puede apreciar que «Cohete» aparece como la cuarta pista. También adelantó que la canción tendría una mezcla de fantasía y metáfora, y que tiene una «impresión que le da una personalidad que la diferencia de otros géneros».

## Recepción
Pablo Gil de El Mundo caracterizó la canción como «discopop, contagiosa y genial», describiendo el paisaje sonoro de la canción como universalmente agradable. Los escritores de Billboard llamaron a la canción un «himno pop palpitante» «cargado de ritmos contagiosos y una melodía deslumbrante», y la elogiaron como la «imagen vivida» que pinta la letra de la canción y describieron la canción como «un viaje cósmico impulsado por el amor y brillantez dance-pop», destacando también los «tonos metálicos» y futuristas del instrumental. Suzy Exposito de Rolling Stone enfatizó que la canción tiene un «brillo dance-pop cristalino». Thania García de Variety describió cómo la canción tiene «melodías pop azucaradas que [hacen] que sea fácil de escuchar», comparándola con «Puntería».

## Música y letra
Musicalmente, «Cohete» está descrita por la cantante con «puro bajo y beat» siendo una canción con «pop más ligero, sonido retro y poco funk» «mezclado dentro de un contexto dance y electrónico». Líricamente, «Cohete» explora temas de pasión, deseo y escape dentro de una relación romántica. Habla sobre una conexión profunda entre dos individuos que sienten que están destinados a estar juntos, casi como si las estrellas se alinearan cada vez que se encuentran.

## Audio
Un video del audio de la canción se subió a YouTube en el canal oficial de Shakira el 22 de marzo de 2024 junto con el resto de las otras canciones que se lanzaron simultáneamente con el álbum.